# Erebia alcmenides
Erebia alcmenides är en fjärilsart som beskrevs av Scheljushko 1919. Erebia alcmenides ingår i släktet Erebia och familjen praktfjärilar. Inga underarter finns listade i Catalogue of Life.